# Feria de Zacatelco
La Feria de Zacatelco (también llamada: Feria del Corazón del Sur o  la Feria de Santa Inés
) es la fiesta más grande del municipio de Zacatelco y de la región sur y una de las más importantes en el estado mexicano de Tlaxcala. Es también una las primeras fiestas del año en México. Toma lugar a finales de enero y principios de febrero con motivo de celebración a Inés de Roma. El nombre de la feria proviene debido al sobrenombre que recibe la ciudad «Corazón del Sur».

## Historia
Los orígenes de la feria surgen con el establecimiento de la nueva imagen religiosa, el 1 de diciembre de 1529, este hecho llevó a la fundación de la ciudad por el cacique Agustín de Castañeda.
Antes de la instauración de Inés de Roma, los pobladores veneraban a Catalina de Alejandría de 1524 a 1529, quien fue movida a una población cercana. No obstante, la fecha de la feria cambió del 1 de diciembre al 21 de enero como respeto a la nueva deida.
La feria de Zacatelco tiene sede en la explanada del zócalo de la ciudad anualmente desde su origen, sin embargo en 2010 el gobierno de la alcaldesa Blanca Águila Lima, por primera vez, la llevó a cabo a unas calles más abajo, a pocos metros de la Parroquia de Santa Inés. En 2011, la feria regresó al zócalo, debido a la respuesta negativa de la población.
Por causa del Terremoto de Puebla de 2017, la Parroquia de Santa Inés sufrió afectaciones por lo que el Instituto Nacional de Antropología e Historia (INAH) no permitió la realización de la feria en el atrio parroquial para evitar el colapso del templo por las explosiones que podría causar la pirotecnia. De este modo, y por segunda vez, en 2018 la feria se trasladó a otra sede, siendo seleccionado el Centro Turístico Ejidal «Domingo Arenas» como recinto ferial, además fue la primera vez en desarrollarse ahí. En 2019, la Pista California, funcionó como recinto para este edición, mientras que para el año 2020 la feria cambió nuevamente a una nueva sede, siendo los campos deportivos del Chatlal, el nuevo recinto seleccionado. Debido a la pandemia de COVID-19 que asotó a México y al resto del mundo, las ediciones de 2021 y 2022 fueron canceladas.

## Eventos
En el lapso de la pre-feria se efectúa el concurso de belleza «Señorita Zacatelco» en el que participan representantes de las cinco secciones que conforman la ciudad. En días posteriores se realiza el magno desfile de inauguración por parte del presidente municipal en turno.
Entre otras actividades a lo largo de la celebración se desarrollan actividades agrícolas, acuícolas y ganaderas de la región sur, así como exposiciones agropecuarias, espectáculos ecuestres y conciertos.

## Galería

Feria de Zacatelco
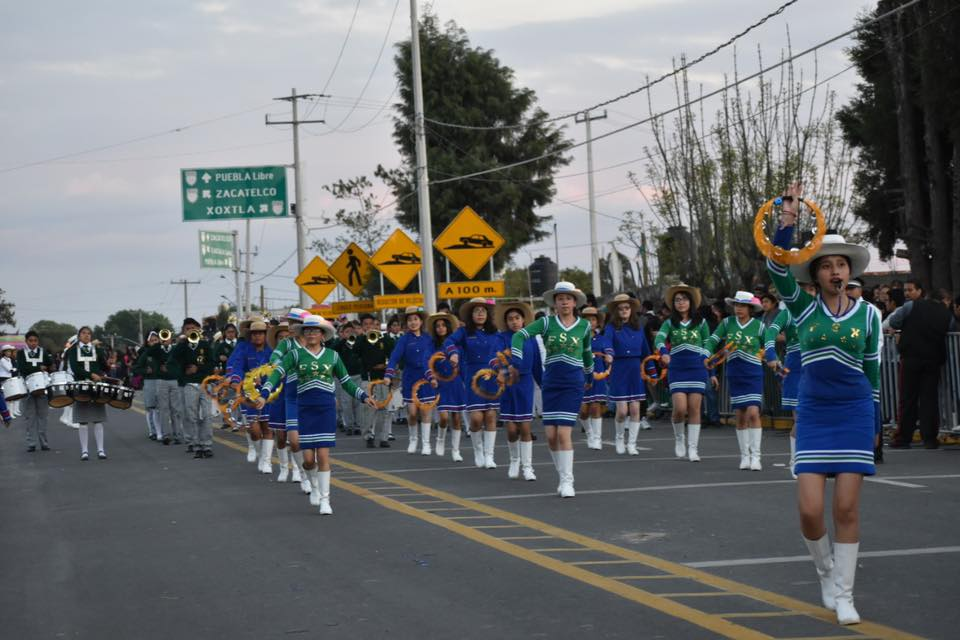
Desfile inaugural.
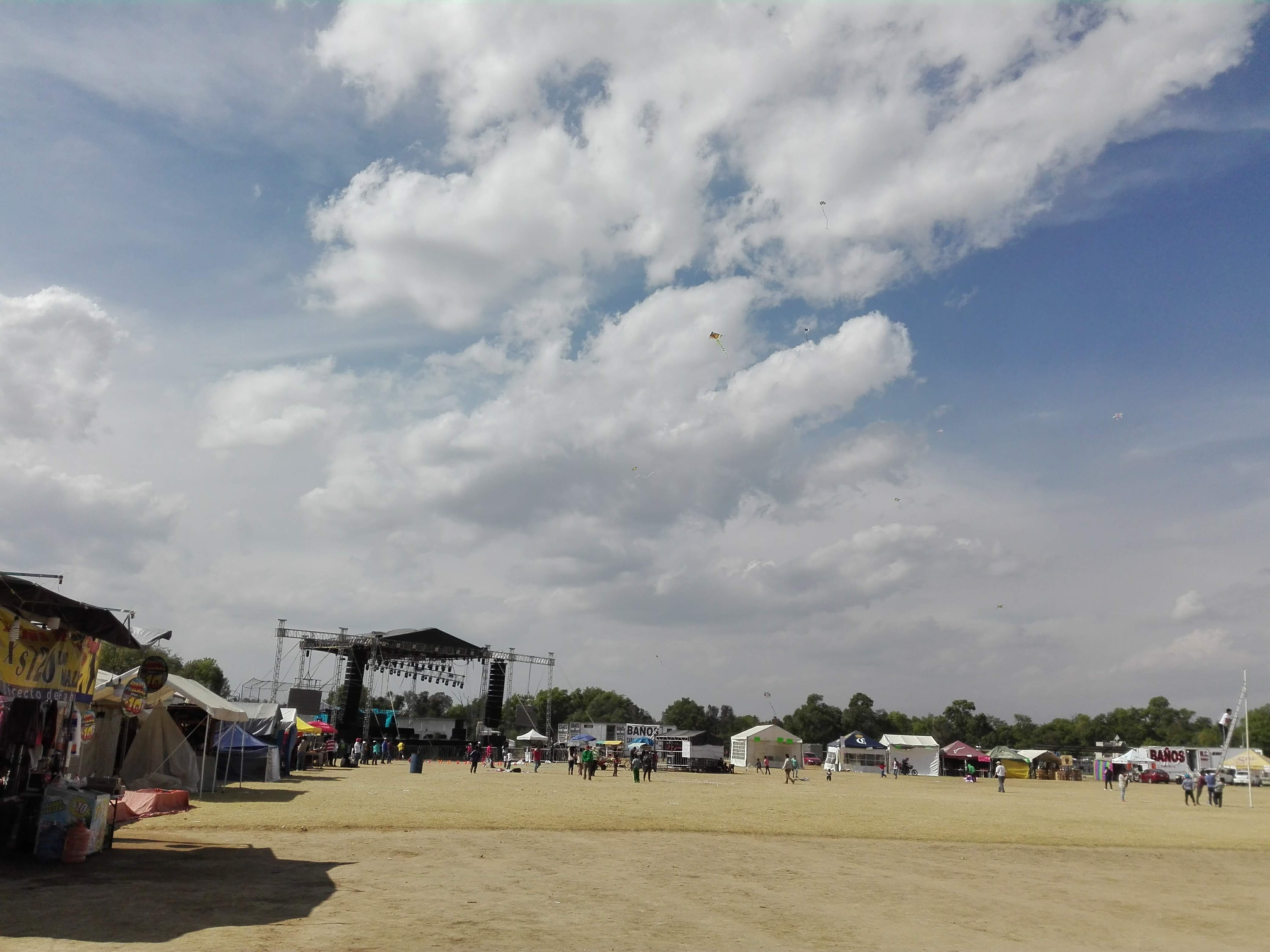
Teatro del artista.
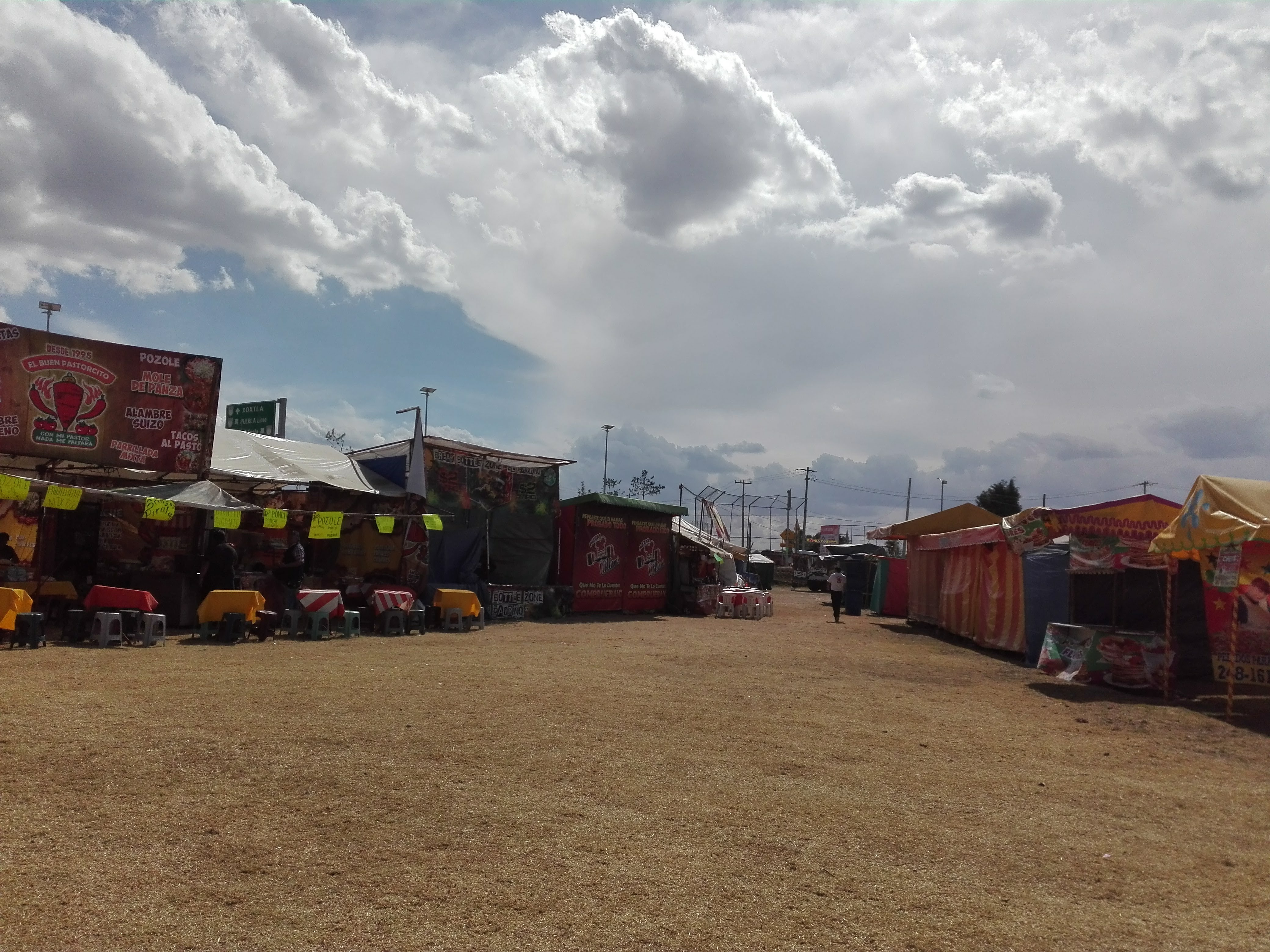
Área gastrónomica.
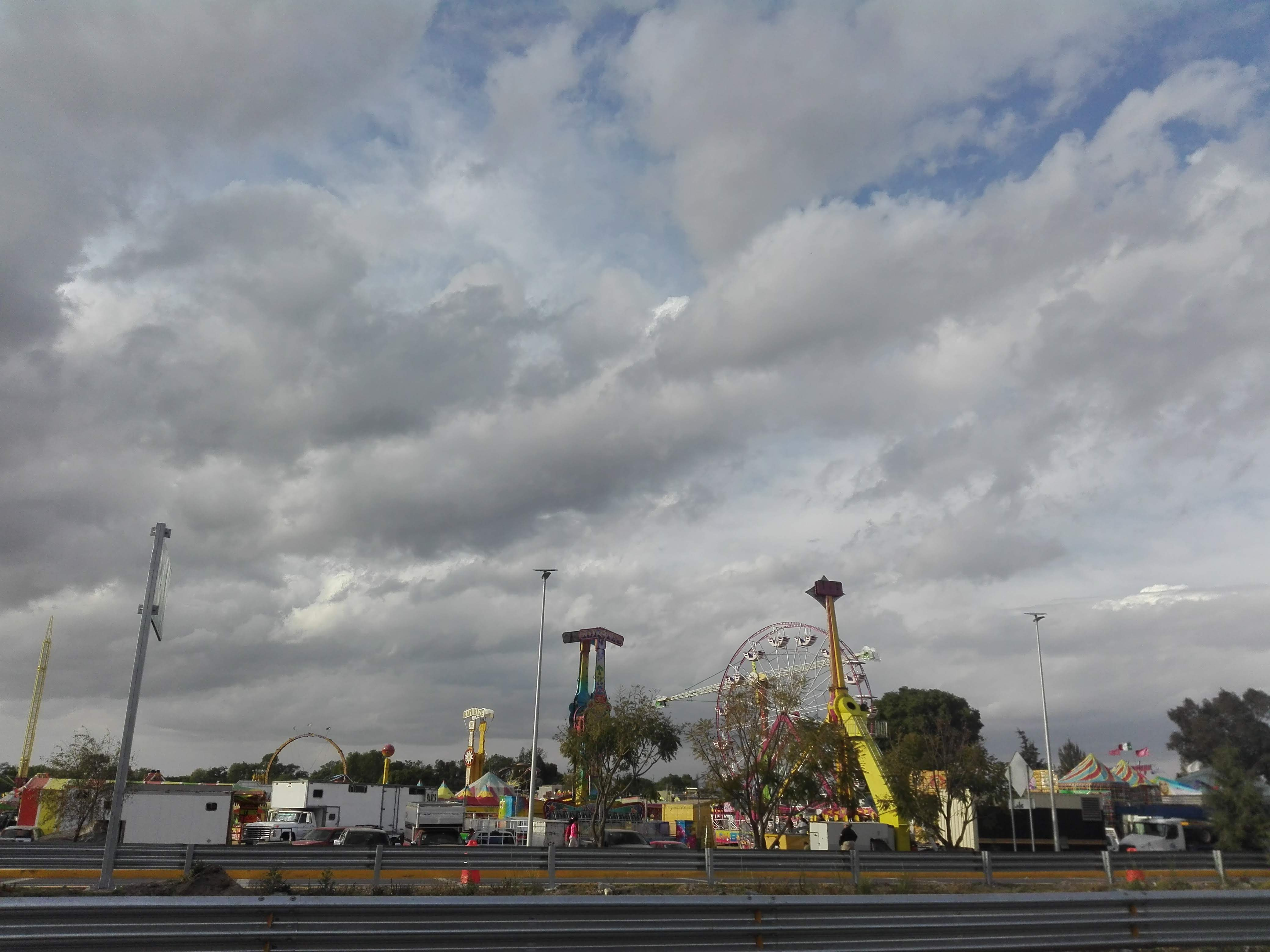
Juegos mecánicos.